# Морача
Морача (на сръбски: Morača) е река в Черна гора. Тя извира от Северна Черна гора, от масива на Ръжача под Врагодол в подножието на връх Велик Зебаоц на планината Лоле, като продължава южно, около 113 км и се влива в Шкодренското езеро.
В северната си част река Морача е бърза планинска река, която тече и разрязва каньон северно от Подгорица. След вливането на притока и Зета, река Морача продължава течението си в равнината Зета. Преминавайки през тази равна част на Черна гора и се влива в Шкодренското езеро
Река Морача е относително малка река, рядко повече от 100 м. широчина и предимно плитка, което я прави неплавателна. Каньонът на коритото и е основен коридор за основния път между Подгорица и северната част на Черна Гора и Сърбия. Този път е приеман, като много опасен и е предвидено да бъде заобиколен от бъдеща магистрала между Подгорица и Белград през регионите Кучи, Васоевичи, Беране и при село Боляре на черногорско-сръбската граница продължава през западна Сърбия.
Манастирът Морача, основан през 1252 г. от Стефан, син на Вукан Неманич, крал на Зета е разположен в северната част на реката.